# Gustavo Puerta
Gustavo Adolfo Puerta Molano (* 23. července 2003) je kolumbijský profesionální fotbalista, který hraje na pozici záložníka za anglický klub Hull City AFC, kde je na hostování z Bayeru Leverkusen.

## Klubová kariéra
Narodil se v La Victoria v departementu Valle del Cauca a fotbal začal hrát ve škole Talentos Gustavo Victoria Deportes v Tuluá. Hrál také za amatérský tým Supercampeones ve věku od deseti do šestnácti let.
Puerta, který byl v roce 2019 po zkoušce odmítnut kolumbijským klubem Independiente Santa Fe, se v roce 2021 připojil k druholigovému Bogotě.
Dne 31. ledna 2023 se Puerta přesunul do bundesligového Bayeru Leverkusen, ale okamžitě byl zapůjčen do 1. FC Norimberk ve 2. Bundeslize.
V sezóně 2023/24 vyhrál s Leverkusenem Bundesligu.

### Hostování v Hull City
Dne 27. srpna 2024 Puerta podepsal smlouvu s týmem EFL Championship Hull City na sezónní hostování, přičemž klub měl opci na koupi v létě 2025. Debutoval 20. října 2024 při domácí prohře 0:1 se Sunderlandem.

## Reprezentační kariéra
Puerta reprezentoval Kolumbii na úrovni do 20 let. Jako kapitán týmu jej dovedl ke třetímu místu na Mistrovství Jižní Ameriky ve fotbale hráčů do 20 let 2023.

## Statistiky

### Klubové
Platí k zápasu hranému 23. listopadu 2024.
| Klub                        | Sezóna            | Liga                | Liga   | Liga | Národní pohár | Národní pohár | Kontinentální | Kontinentální | Celkově | Celkově |
| Klub                        | Sezóna            | Soutěž              | Zápasy | Góly | Zápasy        | Góly          | Zápasy        | Góly          | Zápasy  | Góly    |
| --------------------------- | ----------------- | ------------------- | ------ | ---- | ------------- | ------------- | ------------- | ------------- | ------- | ------- |
| Bogotá                      | 2021              | Categoría Primera B | 11     | 0    | 0             | 0             | —             | —             | 11      | 0       |
| Bogotá                      | 2022              | Categoría Primera B | 23     | 3    | 1             | 0             | —             | —             | 24      | 3       |
| Bogotá                      | Celkově           | Celkově             | 34     | 3    | 1             | 0             | —             | —             | 35      | 3       |
| Bayer Leverkusen            | 2022/23           | Bundesliga          | 0      | 0    | 0             | 0             | 0             | 0             | 0       | 0       |
| Bayer Leverkusen            | 2023/24           | Bundesliga          | 7      | 0    | 0             | 0             | 3             | 0             | 10      | 0       |
| Bayer Leverkusen            | Celkově           | Celkově             | 7      | 0    | 0             | 0             | 3             | 0             | 10      | 0       |
| 1. FC Norimberk (hostování) | 2022/23           | 2. Bundesliga       | 0      | 0    | 0             | 0             | —             | —             | 0       | 0       |
| Hull City (hostování)       | 2024/25           | EFL Championship    | 7      | 0    | 0             | 0             | —             | —             | 7       | 0       |
| Celkově v kariéře           | Celkově v kariéře | Celkově v kariéře   | 48     | 3    | 1             | 0             | 3             | 0             | 52      | 3       |

## Úspěchy
Bayer Leverkusen
- Bundesliga: 2023/24